# Colostygia ochrearia
Colostygia ochrearia là một loài bướm đêm trong họ Geometridae.